# Симелане, Эуди
Эуди Симелане (Eudy Simelane; 11 марта 1977, Кватема — 28 апреля 2008, там же) — южноафриканская футболистка, игрок женской сборной ЮАР по футболу, активистка движения за права ЛГБТ, одна из первых открытых лесбиянок в Кватеме. Была подвергнута групповому изнасилованию и убита группой преступников на основании своей сексуальной ориентации.

## Футбольная карьера
Выступала за команду Springs Home Sweepers FC в качестве полузащитника, также была игроком национальной женской сборной по футболу; была одной из самых известных футболисток в стране. Помимо игры, занимала должность тренера в четырёх командах и проходила обучение на рефери.

## Гибель
Полуобнажённое тело Эуди Симелане было обнаружено выброшенным в ручей в Кватеме. Она была изнасилована и жестоко избита группой лиц, после чего преступники нанесли жертве 25 ножевых ранений в область лица, груди и ног и выбросили её тело в воду. Вскоре международная общественная организация ActionAid при поддержке Южно-Африканской комиссии по правам человека в своём докладе выдвинула предположение, что преступление было совершено на почве ненависти в связи с сексуальной ориентацией жертвы. Аналогичной точки зрения придерживается международная общественная организация Human Rights Watch, охарактеризовав такую мотивацию преступления как очевидную.
Судебный процесс над четырьмя подозреваемыми в совершении преступления был начат 11 февраля 2009 года в городе Делмас провинции Мпумаланга. Один из подозреваемых признал свою вину в изнасиловании и убийстве и был приговорён к лишению свободы сроком 32 года. В сентябре 2009 года второй был осуждён за изнасилование, убийство и грабёж и приговорён к пожизненному заключению плюс 35 лет. Двое других фигурантов дела были оправданы.

## Память
В 2009 году в память о Симелане около места её убийства был возведён небольшой мемориальный мост.